# Antipalpus krueperi
Antipalpus krueperi är en tvåvingeart som beskrevs av Friedrich Hermann Loew 1871. Antipalpus krueperi ingår i släktet Antipalpus och familjen rovflugor. Inga underarter finns listade i Catalogue of Life.